# Parthenodes
Parthenodes is een geslacht van vlinders van de familie van de grasmotten (Crambidae), uit de onderfamilie van de Musotiminae. De wetenschappelijke naam en de beschrijving van dit geslacht zijn voor het eerst gepubliceerd in 1854 door Achille Guenée.

## Soorten
- P. ankasokalis Viette, 1958
- P. bisangulata (Hampson, 1895)
- P. eugethes Tams, 1935
- P. hydrocampalis Guenée, 1854
- P. nigriplaga (Swinhoe, 1894)
- P. paralleloidalis Klima, 1937
- P. rectangulalis Kenrick, 1907